# Millard Harmon
Millard Harmon (19 janvier 1888 - 26 février 1945) est un lieutenant général américain.

## Biographie

### Jeunesse
Il est né à San Francisco en Californie. Son père est colonel, il a un frère major général et l'autre colonel. Il devient officier en 1912 et commence sa carrière comme premier lieutenant dans le 28e régiment d'infanterie (États-Unis) et 9e régiment d'infanterie (États-Unis)

### Première Guerre mondiale
En 1914, il participe à la création de l'armée de l'air américaine. Il prend part à des patrouilles aériennes à la frontière mexicaine. Il devient premier lieutenant avant la Première Guerre mondiale. Il apprend l'aviation à Paris et combat durant la Bataille de la Somme (1918) avec un Thomas-Morse S.4 et reçoit la croix de guerre.

### Entre-guerres
En juin 1920, il devient Major. Il est stationné en France et au Panama. Il sert plus tard à Washington (district de Columbia) comme professeur à l'United States Army War College.
De 1927 à 1930, il commande l'United States Navy Fighter Weapons School à March Air Reserve Base en Californie.
En 1936, il devient colonel et commande l'armée de l'air à Hawaï. En 1938 il retourne à Washington (district de Columbia). En 1940, il est nommé brigadier général.

### Seconde Guerre mondiale
En janvier 1941, il est envoyé à Londres. En 1942, il est nommé major général, et commande la Second Air Force. En janvier 1942, il devient chef d'état-major de l'United States Army Air Forces. En juillet 1942, il devient commandant de la zone Pacifique Sud.
Le 25 janvier 1945, parti de l'île de Guam, avec Harmon et le Brigadier Général James R. Andersen, l'avion, un B-24 Liberator disparait à proximité de l'ile de Kwajalein. Harmon est déclaré mort le 25 février 1946, un an après sa disparition.